# Madame Mélingue
Pour les articles homonymes, voir Mélingue.
 (novembre 2021).
Rosaline-Théodorine Thiesset dite Mademoiselle Théodorine, puis Madame Mélingue, née le 24 décembre 1813 à Bordeaux et morte le 24 janvier 1886 à Paris 20e, est une actrice française.

## Biographie
Rosalie Théodorine Thiesset naît le 24 décembre 1813 à Bordeaux de parents non mariés, Théodore Anne Thiesset, un garde magasin général des hôpitaux militaires en Espagne, et Marie Anne Rosalie Landry.
Destinée très jeune au théâtre par ses parents, Théodorine Thiesset est élève au Conservatoire de Bordeaux. Passionnée, elle se donne comme objectif de jouer à Paris. Elle obtient un engagement au Théâtre du Gymnase, occupant une place au sein de la troupe considérée alors comme la meilleure de Paris.
Estimant qu'elle pourrait briller dans une troupe de comédiens un peu moins renommés, le directeur du Théâtre des Folies l'engage dans son théâtre en 1831. Théodorine, qui se fait appeler « Mademoiselle Théodorine », dépasse ses espérances dans des rôles importants et difficiles. Sa réputation augmente. Le directeur d'un des théâtres importants de Paris refuse de l’engager à cause de son trop jeune âge.
Deux ans plus tard, après l'avoir vue jouer le rôle d'Héloïse dans la pièce Héloïse et Abélard d'Anicet-Bourgeois au Théâtre de l’Ambigu, Francis Cornu offre de l'engager. Elle a signé le matin même pour la Comédie-Française. Elle est engagée, mais n’y joue pas : les sociétaires ne veulent abandonner à la nouvelle venue ni les rôles à créer ni ceux de l’ancien répertoire. Le jour du début n’arrive pas. Théodorine Thiesset manifeste une vive impatience ; Bernard-Léon, directeur du Théâtre de la Gaîté,  lui offre un rôle à créer et 10 000 francs d’appointements. Sans s’inquiéter de l’état du théâtre, mademoiselle Théodorine signe, et crée deux rôles. Le théâtre est assiégé par les créanciers, et ferme bientôt.
Mademoiselle Théodorine se trouve dégagée de la Comédie-Française. Le directeur du Théâtre de la Porte-Saint-Martin lui offre un rôle de début : l’affaire est conclue, et Harel en est très satisfait. Elle débute dans le rôle de Rita l’Espagnole. L'annonce de son retour fait sensation : toutes les places du théâtre sont prises dès l’ouverture des bureaux. Le jour de son apparition, de vifs applaudissements l’accueillent à son entrée, et la rappellent encore après la chute du rideau.
Le 24 mars 1840, elle épouse Étienne Marin Mélingue dans le 6e arrondissement de Paris. Charles Jean Harel ayant fait faillite, le couple quitte la Porte-Saint-Martin. Ils se voient proposer un engagement pour Saint-Pétersbourg mais, l'acteur Adolfe Laferrière ayant conseillé à Étienne de refuser[pas clair]:80, ils se tournent alors vers le théâtre de l'Ambigu, où ils sont engagés pour plusieurs années.
Rentrée à la Comédie-Française pour y jouer le rôle de Guanhumara dans Les Burgraves de Victor Hugo, elle est reçue directement sociétaire, sans avoir subi le stage de pensionnaire prescrit par le décret de Moscou du 15 octobre 1812. Vers 1847, toujours avec l’appui de Victor Hugo, elle se produit dans Marion Delorme.
Elle aborde successivement la tragédie et la comédie. Clytemnestre dans Iphigénie et Donna Florinde dans Don Juan d’Autriche de Germain Delavigne sont à peu près les dernières de ses créations. Au bout de dix ans, cédant aux persécutions de Mademoiselle Rachel, elle prend sa retraite en 1853, et ne reparaît plus à la scène.
Elle est installée dans le quartier de Belleville, au no 22 rue Levert, avec son mari et sa mère, ses deux fils, Gaston (né en 1840) et Lucien (né en 1841), et leur petite fille:91. Comme son mari, elle peint et dispose d’un des quatre ateliers créés par son mari dans les remises de la propriété. On a exposé à Belleville des fleurs et des paysages dus à son pinceau:91.

## Galerie

Rôles en costumes de théâtre
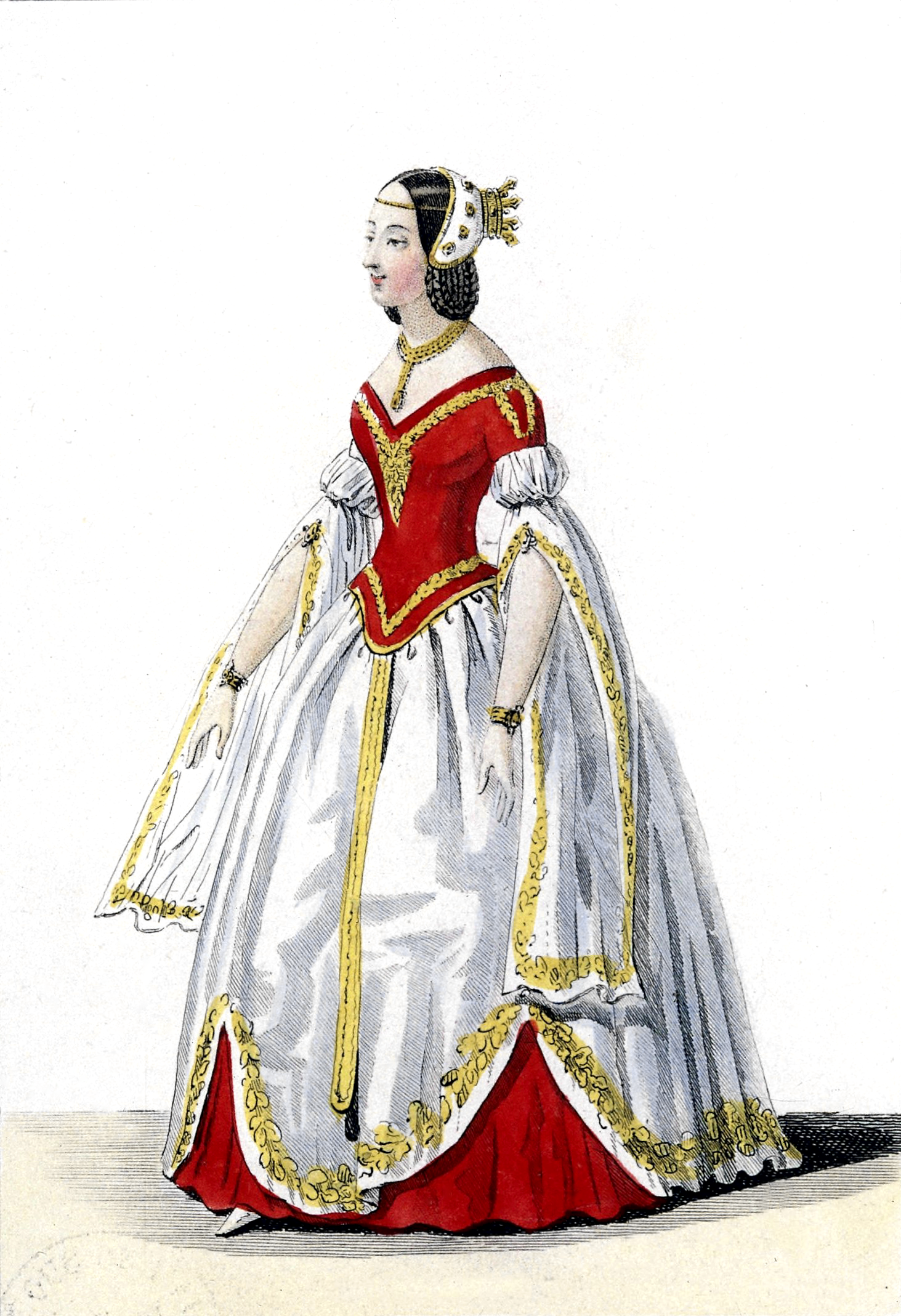
Rôle de la Duchesse dans Lazare le Pâtre de Joseph Bouchardy.
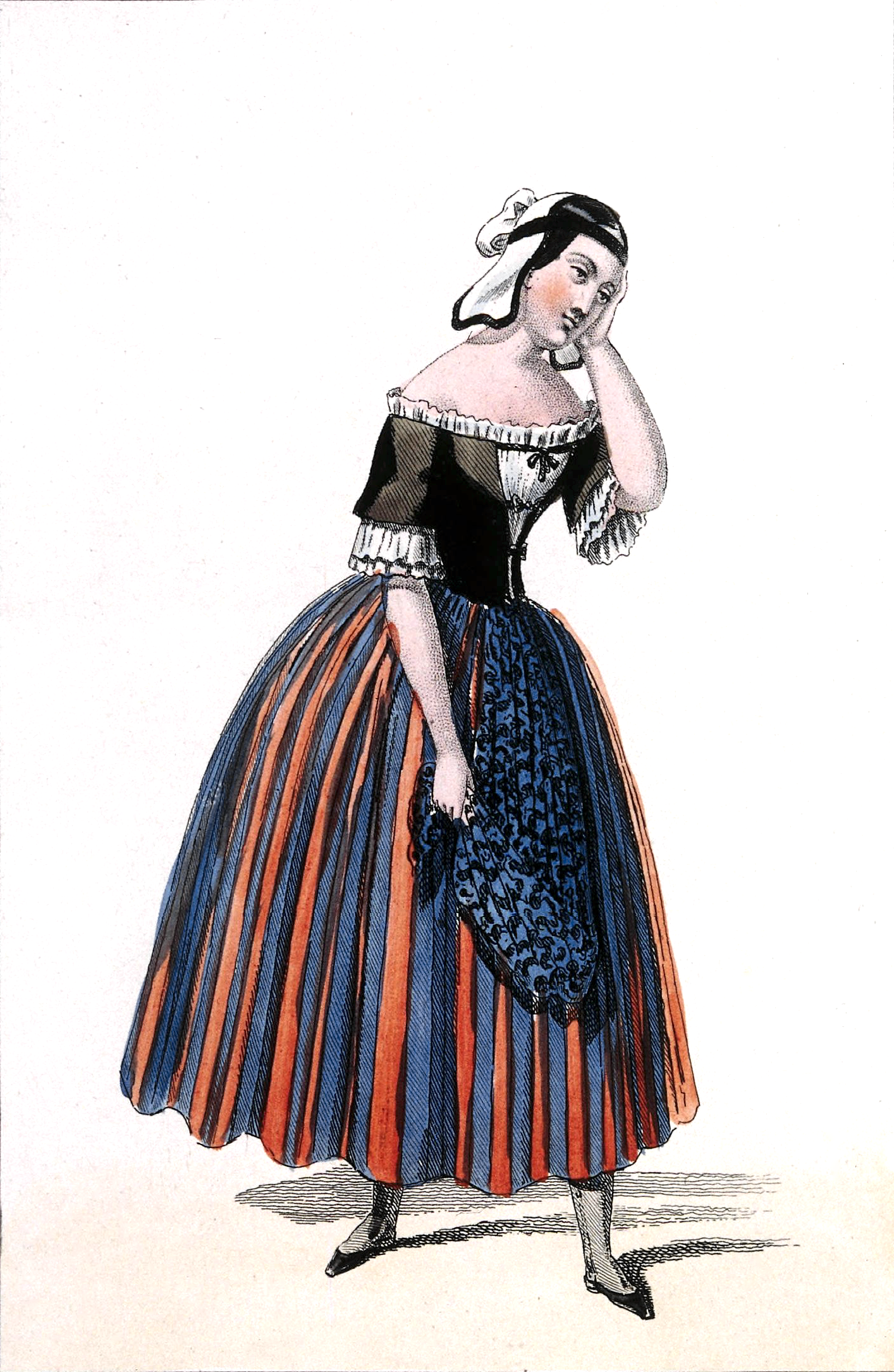
Rôle de Madeleine dans Madeleine d’Anicet-Bourgeois.
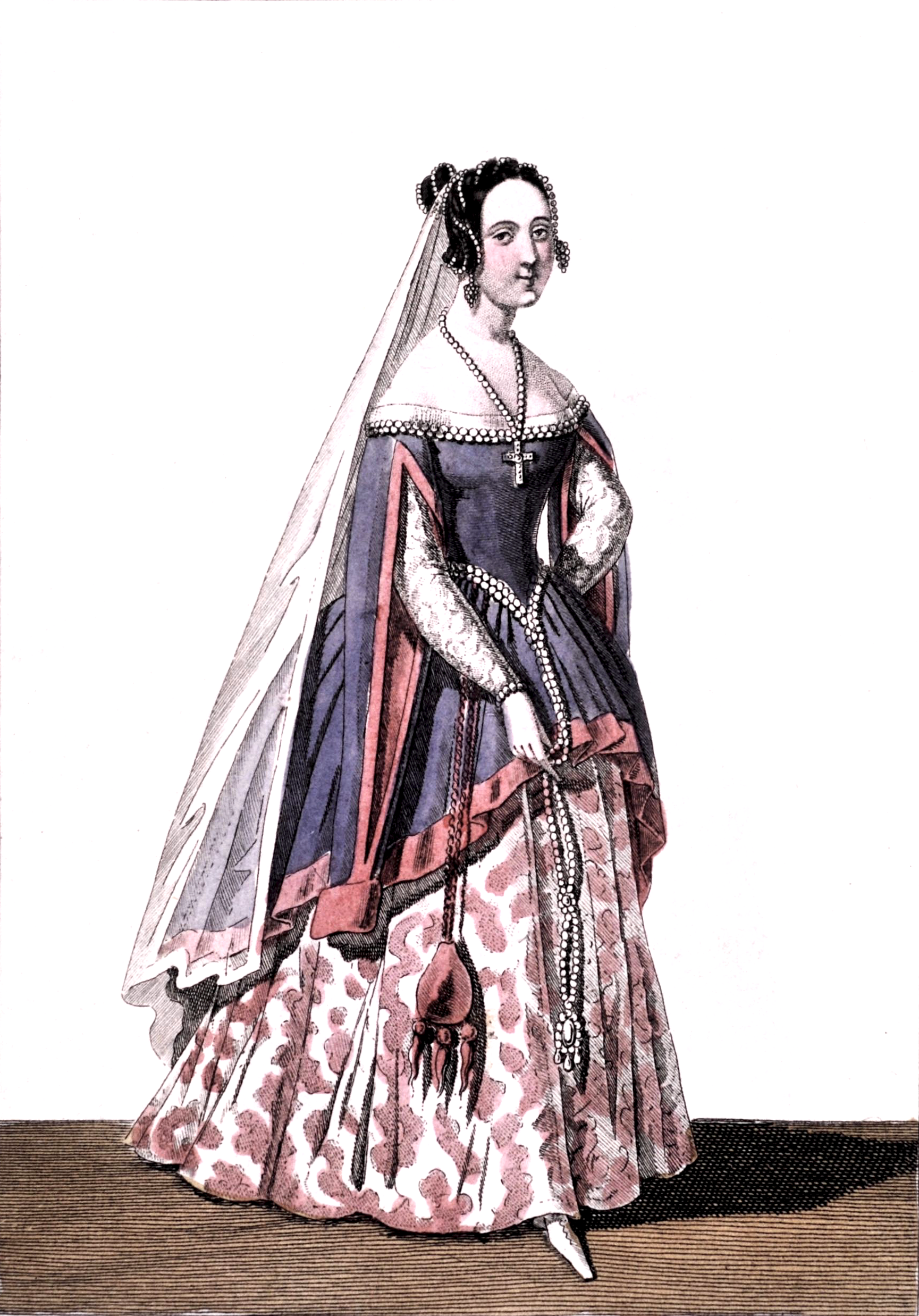
Rôle d’Héloïse dans Héloïse et Abeilard d’Anicet-Bourgeois et Francis Cornu.
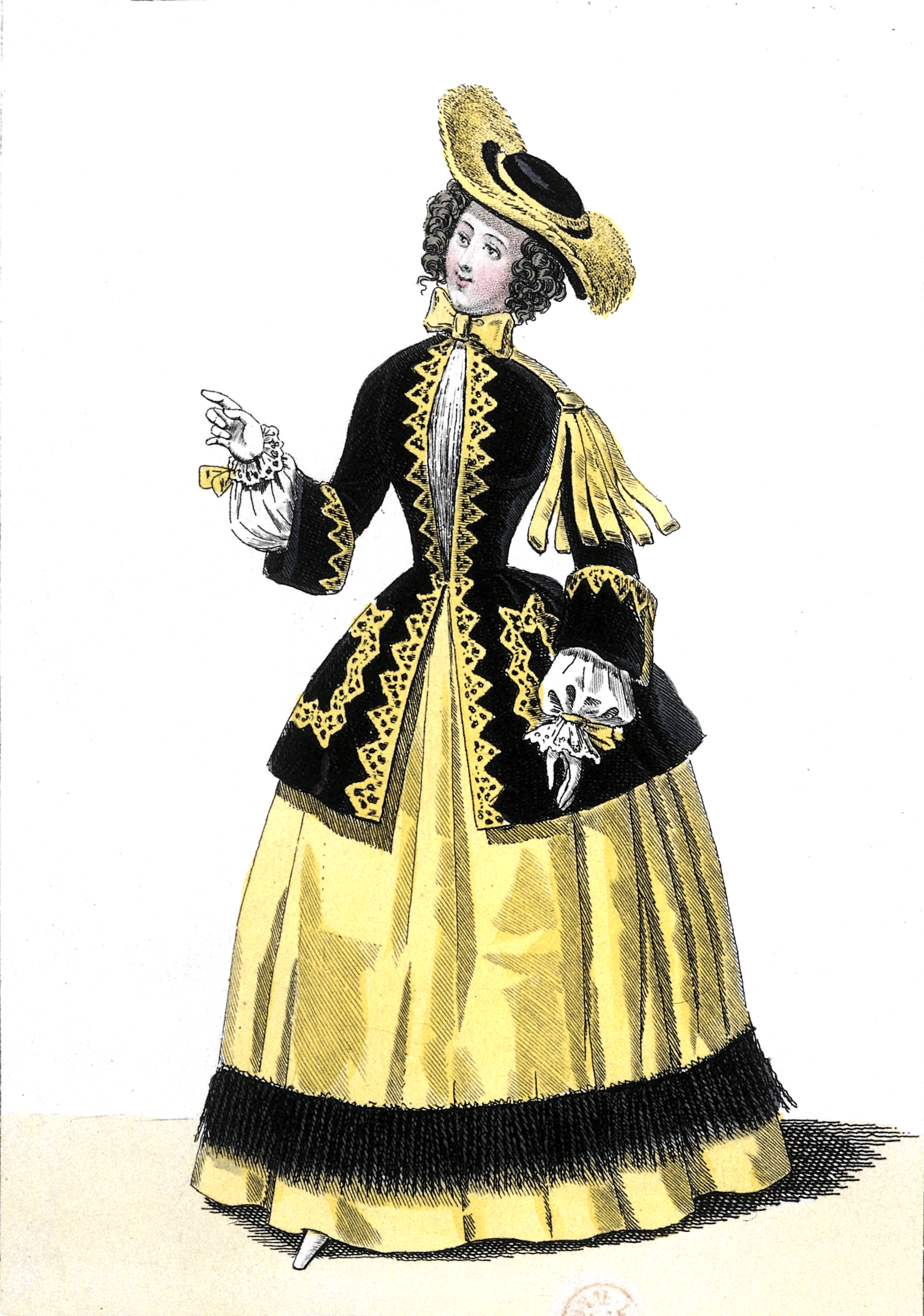
Mademoiselle Théodorine dans le rôle de Rita, duchesse de San Felice dans Rita l’Espagnole de Charles Desnoyer, Auguste-Louis-Désiré Boulé, Jules Chabot de Bouin.

## Théâtre

### Carrière à la Comédie-Française
Entrée en 1837
Nommée 262e sociétaire en 1843
Départ en 1852
- 1843 : Les Burgraves de Victor Hugo : Guanhumara
- 1843 : Iphigénie de Jean Racine : Clytemnestre
- 1843 : Andromaque de Jean Racine : Andromaque
- 1843 : Ève de Léon Gozlan : Caprice
- 1844 : Un ménage parisien de Jean-François-Alfred Bayard : Mme de Vernange
- 1844 : Diégarias de Victor Séjour : Inès
- 1844 : L'Héritière d'Adolphe Simonis Empis : Marguerite
- 1844 : Le Béarnais de Ferdinand Dugué : Mathurine
- 1845 : Jeanne de Flandre d'Hippolyte Bis : Jeanne de Flandre (une seule représentation, le 29 octobre 1845)[10]
- 1846 : Une fille du Régent d'Alexandre Dumas : Hélène
- 1846 : La Vestale d'Élie Sauvage et Frédéric Duhomme : Sylvia
- 1846 : Madame de Tencin de Marc Fournier et Eugène de Mirecourt : Mathurine
- 1848 : La Marquise d'Aubray de Charles Lafont : la marquise d'Aubray
- 1848 : Blaise Pascal de Costa : Angélique
- 1848 : La Vieillesse de Richelieu d'Octave Feuillet et Paul Bocage : la chanoinesse
- 1849 : Louison d'Alfred de Musset : la maréchale
- 1849 : La Mère coupable de Beaumarchais : la comtesse
- 1849 : Deux hommes ou Un secret du monde d'Adolphe Dumas : la comtesse
- 1849 : Le Testament de César de Jules Lacroix et Alexandre Dumas : Porcia